# Йохан VII (Насау-Зиген)
Йохан VII фон Насау-Зиген, също Йохан Средни, (на немски: Johann VII. Graf zu Nassau-Siegen, Johann der Mittlere; * 7 юни 1561, Диленбург; † 27 септември 1623, Зиген) е граф на Насау-Зиген от 1609 до 1623 г.

## Живот
Той е вторият син на Йохан VI (1536 – 1606), граф на Насау-Диленбург, и Елизабет фон Лойхтенберг (1536/37 – 1579), дъщеря на ландграф Георг III фон Лойхтенберг и принцеса Барбара фон Бранденбург-Ансбах-Кулмбах.
Йохан VII е определен за военна кариера. Следва в университета в Хайделберг. С баща си въвежда реформа на войската. В Зиген той основа през 1616 г. военно училище в горния дворец, вероятно най-старата Военна академия на света.
Йохан VII се жени на 9 декември 1581 г. в дворец Диленбург за графиня Магдалена фон Валдек (1558 – 1599), вдовица на граф Филип Лудвиг I фон Ханау-Мюнценберг (1553 – 1580), дъщеря на граф Филип IV фон Валдек(1493 – 1574) и третата му съпруга му Юта фон Изенбург-Гренцау († 1564).
След смъртта на първата му съпруга Йохан се жени на 27 август 1603 г. за принцеса Маргарет фон Шлезвиг-Холщайн-Зондербург-Пльон (1583 – 1658), дъщеря на Йохан фон Шлезвиг-Холщайн-Зондербург, третият син на крал Кристиан III от Дания. Тя е племенница на датския крал.
През 1606 г., при подялбата на бащината собственост, му е обещано частичното Графство Насау-Зиген с резиденцията в град Зиген.
През 1607 г. той определя за свой наследник сина си Йохан VIII (Йохан Млади), който го наследява през 1623 година.

## Деца
Йохан VII има с Магдалена фон Валдек децата:
- Йохан Ернст (* 21 октомври 1582; † 17 септември 1617, Удине), венециански генерал във войната във Фриули
- Йохан VIII (* 1583; † 1638), Млади
- Елизабет (* 1584; † 1661), ∞ граф Кристиан фон Валдек
- Адолф (* 1586; † 1608)
- Юлиана (* 1587; † 1643), ∞ Мориц фон Хесен-Касел
- Анна Мария (* 1589; † 1620), ∞ граф Йохан Адолф фон Даун-Фалкенщайн (* 1582; † 1623)
- Йохан Албрехт (* 1590; † 1593)
- Вилхелм (* 13 август 1592; † 18 юли 1642), ∞ Христина цу Ербах (* 1596; † 1646)
- Анна Йохана (* 1594; † 1636), ∞ Йохан Волферт ван Бредероде (* 1599; † 1655)
- Фридрих Лудвиг (* 1595; † 1600)
- Магдалена (* 8 август 1596; † 19 декември 1661), ∞ I) август 1631 за фрайхер Бернхард Мориц фон Оейнхаузен (* 1602; † 1632), ∞ II) 25 август 1642 за Филип Вилхелм фон Инхаузен и Книпхаузен (* 1591; † 1652)
- Йохан Фридрих (1597)

С Марагрета фон Шлезвиг-Холщайн-Зондербург-Пльон той има децата:
- Йохан Мориц (* 1604; † 1679), нар. Бразилеца, нидерландски фелдмаршал
- Георг Фридрих (* 1606; † 1674)
- Вилхелм Ото (* 23 юни 1607; † 14 август 1641), пада убит във Волфенбютел
- Луиза Кристина (1608 – 1685), ∞ барон Филипе Франсоа du Houx de Watteville (* 1605; † 1636)
- София Маргарета (1610 – 1665), ∞ граф Георг Ернст фон Лимбург-Щирум (* 1593; † 1661)
- Хайнрих (* 1611; † 1652)
- Мария Юлиана (1612 – 1665), ∞ херцог Франц Хайнрих фон Саксония-Лауенбург (* 1604; † 1658)
- Амалия (1613 – 1669), ∞ I) 28 април 1636 в Щетин, Херман фон Врангел (29 юни 1587; † 11 декември 1643), ∞ II) 3 април 1649 в Стокхолм, Кристиан Август фон Зулцбах (* 26 юли 1622; † 23 април 1708)
- Бернхард (* 1614; † 1617)
- Кристиан (* 16 юли 1616; † 11 април 1644), пада убит в Дюрен, ∞ Анна Барбара Квад фон Ландскрон
- Катарина (* 1617; † 1645)
- Йохан Ернст II (* 1618; † 1639)
- Елизабет Юлиана (* 1620; † 1665), ∞ граф Бернхард фон Сайн-Витгенщайн-Берлебург (* 1622; † 1675)